# Angina cronica stabile
L'angina cronica stabile presenta la ricorrenza d'episodi di angina uguali da almeno due mesi. La causa di questi sono solitamente sforzi fisici, stress emotivo o crisi ipertensive. Con l'eliminazione del fattore causante si determina la regressione della sintomatologia.

## Fisiopatologia
La presenza di placche aterosclerotiche provocano stenosi, associandosi pure a disfunzioni del microcircolo coronarico, che modulano le conseguenze emodinamiche.
Si instaura un'ischemia di tipo subendocardico.

## Sintomi e segni
- Angina da sforzo:
  - più spesso in modo variabile, per le variazioni del tono vasale o per stenosi dinamiche;
  - più raramente in modo costante;
  - distribuzione circadiana, con due picchi:
    - mattino
    - ore pomeridiane
- Dispnea
- Comparsa di un III/IV tono
- Piccoli rumori umidi alle basi polmonari durante auscultazione.

Bisogna fare diagnosi differenziale con prolasso della mitrale, cardiomiopatia ipertrofica, steno aortica, disturbi di origine neuromuscolare, disturbi di origine gastrointestinale disturbi di origine psicologica.

## Diagnosi
Agli esami di laboratorio  si valuta il profilo glicemico e lipidico, per definire ilo rischio cardiovascolare.
In caso di angina sospetta fondamentale è l'ECG da sforzo:
ECG  da sforzo massimale negativo: improbabile coronaropatia ostruttiva
ECG da sforzo positivo: alta probabilità di coronaropatia ostruttiva 
ECG dubbio: può essere indicato proseguire con scintigrafia miocardica o ecocardigramma da sforzo
La coronarografia a scopo diagnostico indicata quando non è stato chiarito il dubbio diagnostico.

## Prognosi
La prognosi è solitamente buona: infatti mortalità e eventi coronarici acuti entro un anno sono inferiori al 2%.  L'avere la frazione di eiezione minore del 40% all'ecocardiogramma è predittivo di eventi clini avversi.
Tanto maggiore è il rischio quanto minore è il carico da sforzo che causa l'angina.